# Maria Patek

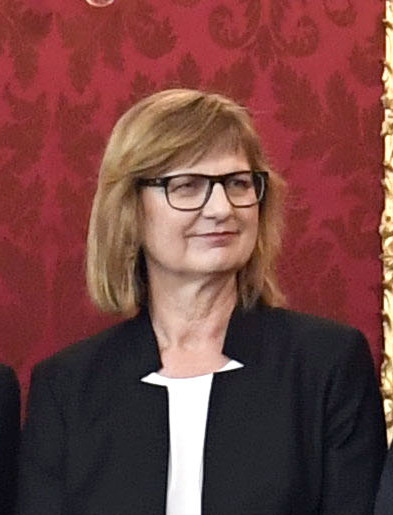
Maria Patek (2019)

Maria Patek (* 13. Juli 1958 in Michaelerberg) ist eine österreichische Spitzenbeamtin. Vom 3. Juni 2019 bis zum 7. Jänner 2020 war sie Bundesministerin für Nachhaltigkeit und Tourismus.

## Leben
Patek wurde als Kind der in Moosheim in Michaelerberg-Pruggern (Expositur Gröbming) wohnhaften Bauernfamilie Mösenbacher geboren. Sie absolvierte 1982 das Studium der Forst- und Holzwirtschaft an der Universität für Bodenkultur Wien (Dipl.-Ing.). Im Jahr 2008 absolvierte sie ein MBA-Studium für Public Management an der Universität Salzburg. 
Ihre berufliche Laufbahn begann sie 1983 im damaligen Bundesministerium für Land- und Forstwirtschaft, 1994 übernahm sie die Gebietsbauleitung Wiener Neustadt der Wildbach- und Lawinenverbauung, ab 2002 leitete sie bundesweit die Abteilung Wildbach- und Lawinenverbauung. Ende 2016 ernannte sie Andrä Rupprechter  zur Leiterin der Sektion Wasserwirtschaft. Von Ministerin Elisabeth Köstinger wurde sie Mitte 2018 mit der Leitung der Sektion Forstwirtschaft und Nachhaltigkeit betraut.

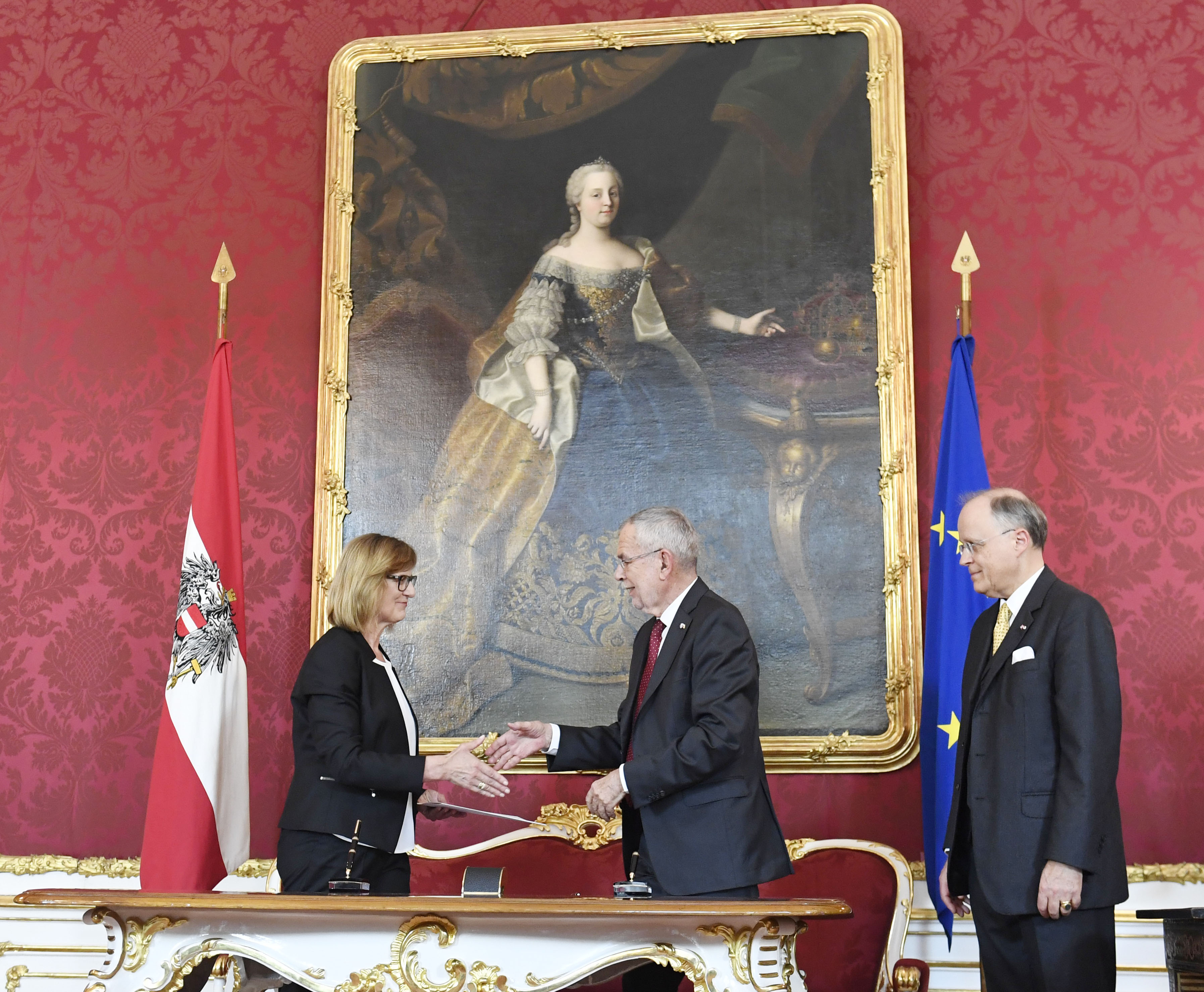
Maria Patek bei der Angelobung mit Bundespräsident Alexander Van der Bellen (2019)

Am 3. Juni 2019 wurde sie zur Bundesministerin für Nachhaltigkeit und Tourismus in der Bundesregierung Bierlein ernannt. Nach Angelobung der Bundesregierung Kurz II im Jänner 2020 kehrte sie in die Sektion für Forstwirtschaft und Nachhaltigkeit zurück. Patek ist mittlerweile im Ruhestand; über ihren Pensionsantritt ist bekannt, dass sie im Zuge dessen ein Radtour durch Nordeuropa unternommen hat.
Maria Patek lebt in Wiener Neustadt, wo sie seit Juli 2017 Vorsitzende des Umweltbeirats ist.

## Auszeichnungen
- 2015: Großes Silbernes Ehrenzeichen für Verdienste um die Republik Österreich[2]
- 2023: Tiroler Adler-Orden in Gold[11]